# Bloons TD 5
Bloons TD 5 — була випущена 13 грудня 2011 року. Власницька версія BTD5 була випущена для iOS у всьому світі 15 листопада 2012 року для iPhone та iPod з покращеною графікою та додатковими оновленнями, треками, вежами та типами bloon.  19 листопада 2014 року він був випущений у Steam. 

## Ігровий процес
Bloons TD 5 Deluxe було випущено 27 січня 2012 року за 24,99 доларів США або 19,99 доларів США протягом рекламного періоду попереднього замовлення. Ця офлайн-версія гри Flash додала 2 нові вежі («Bloonchipper» та «Monkey Engineer»), 6 нових треків, 4 перенесені треки з Bloons TD 4, механіку «платформи рухомої вежі», три нових вежі «Special Agent». і чотири додаткові «Спеціальні місії». Усі преміум-функції гри, які оплачувалися цифровою валютою «NinjaKiwi Coin» у BTD5, також були перетворені на безкоштовні опції, які можна розблокувати за допомогою внутрішньоігрової валюти. У цій версії гри також є графіка з високою роздільною здатністю.  Після оновлення для мобільної версії BTD5 до BTD5 Deluxe також було додано нову вежу під назвою «Monkey Sub». Пізніше підводний човен було додано до онлайн-версії 22 липня 2015 року. У листопаді 2014 року Bloons TD 5 Deluxe було припинено та більше не можна було придбати на користь новішого порту Steam, який усі власники Deluxe отримали безкоштовно електронною поштою. 
Як і в попередніх іграх серії, гравець повинен захищати вихід (виходи) від ворожих Bloons (не плутати з Balloon), використовуючи різноманітних мавп і машини, керовані мавпами, розміщені в стратегічних місцях, щоб ефективно відбиватися від них.  Порівняно з попередніми версіями серії, існує більший вибір різноманітних веж та їх покращень.  
У цій грі також є необмежений раундовий режим безкоштовної гри, у якому можуть бути блоони зі зростаючою силою, аж до блона типу MOAB класу ZOMG. Збільшення швидкості та здоров’я також покращує hp дирижабля протягом раундів. У версії Steam/Mobile є два боси спеціального режиму: Dreadbloon і Blastapopoulos. Версії для iOS, Android і Steam мають 15 мов: англійську, арабську, данську, фінську, французьку, німецьку, італійську, японську, корейську, норвезьку, португальську, російську, іспанську, шведську та турецьку.  3 березня 2017 року він був випущений для Xbox One від Microsoft, пізніше випущено для PlayStation 4 9 травня 2017 року та Nintendo Switch 13 червня 2018 року, усі вони коштували 14,99 доларів США. 
Ця гра також має щоденні завдання. У мережі є 2347 щоденних завдань. Перше завдання (Monkey Lane, Easy) було випущено 27 січня 2012 року, а «The Final (New) Daily Challenge» було випущено 30 червня 2018 року.